# Alessandro Bartezzaghi
Alessandro Bartezzaghi, noto anche con lo pseudonimo di Zanzara (Milano, 23 giugno 1959), è un enigmista italiano, attualmente direttore de La Settimana Enigmistica.

## Biografia
Enigmista italiano, figlio del grande cruciverbista Piero Bartezzaghi e fratello di Stefano Bartezzaghi, semiologo esperto di giochi. Milanese, nato nel 1959, lavora presso la Settimana Enigmistica dal 1982, dove ha ricoperto ruoli redazionali ed editoriali. Settimanalmente propone un classico gioco di "parole crociate" e rompicapi dedicati ai solutori più o meno esperti. Da gennaio 2012 è stato condirettore della  Settimana Enigmistica, dal 23 giugno 2022 ne è diventato il direttore.